# Belle Fourche River
Der Belle Fourche River 
ist ein linker Nebenfluss des Cheyenne River. Er hat eine Länge von 775 km und verläuft in den US-Bundesstaaten Wyoming und South Dakota. Er gehört zum Einzugsgebiet des Mississippi River.

## Etymologie
Belle Fourche (bel FOOSH) ist die französische Bezeichnung für ''schöner Bach''. Bei frühen Entdeckern der Region war der Fluss auch als North Fork Cheyenne River bekannt.

## Verlauf
Der Belle Fourche River hat seinen Ursprung in den Pumpkin Buttes im Nordosten Wyomings, im südlichen Campbell County, etwa 24 km westlich von Wright auf einer Höhe von rund 1660 m. Von dort fließt er in nordöstliche Richtung, unterquert den Wyoming Highway 59 und erhält von links den Caballo Creek und weiter flussabwärts den Donkey Creek. Bei Moorcroft werden Interstate 90 und U.S. Highway 14 unterquert und wenige Kilometer weiter nordöstlich das Keyhole Reservoir im Keyhole State Park erreicht. Im weiteren Verlauf mäandriert der Fluss in Richtung Devils Tower durch die Bear Lodge Mountains und erhält einige längere Zuflüsse aus den nordwestlichen Black Hills, von denen der Inyan Kara Creek am längsten ist. Der Wyoming Highway 24 folgt für einige Kilometer dem Fluss, bei Hulett wird der Belle Fourche River zudem vom Wyoming Highway 112 überquert. Nahe der Staatsgrenze zu Montana wendet er sich abrupt südostwärts und fließt bis Belle Fourche parallel zu den Black Hills und dem U.S. Highway 212 nach Südosten. Dabei verlässt er das Crook County in Wyoming und erreicht das Butte County in South Dakota. Der Belle Fourche River verlässt den Bundesstaat Wyoming an dessen tiefster Stelle auf einer Höhe von 945 m. ü. M. Dies ist gleichzeitig die zweithöchste Stelle, welche den tiefsten Punkt eines US-Bundesstaates darstellt. Mit Belle Fourche passiert der Fluss die größte Stadt an seinem Ufer, unterquert zudem die U.S. Highways 85 und 212 und erhält mit Owl Creek, Redwater Creek und Horse Creek weitere größere Nebenflüsse. Der Belle Fourche River mäandriert nun weiter durch das südliche Butte County in östliche Richtung, passiert die Siedlung Nisland und erreicht das Meade County. Weiter südöstlich unterquert der Fluss den South Dakota Highway 34 und ändert er seine Richtung nach Ostnordost. Der Belle Fourche River erhält mit Alkali Creek und Elm Creek weitere Zuflüsse und mündet etwa 80 km ostnordöstlich von Rapid City auf einer Höhe von 619 m in den Cheyenne River.

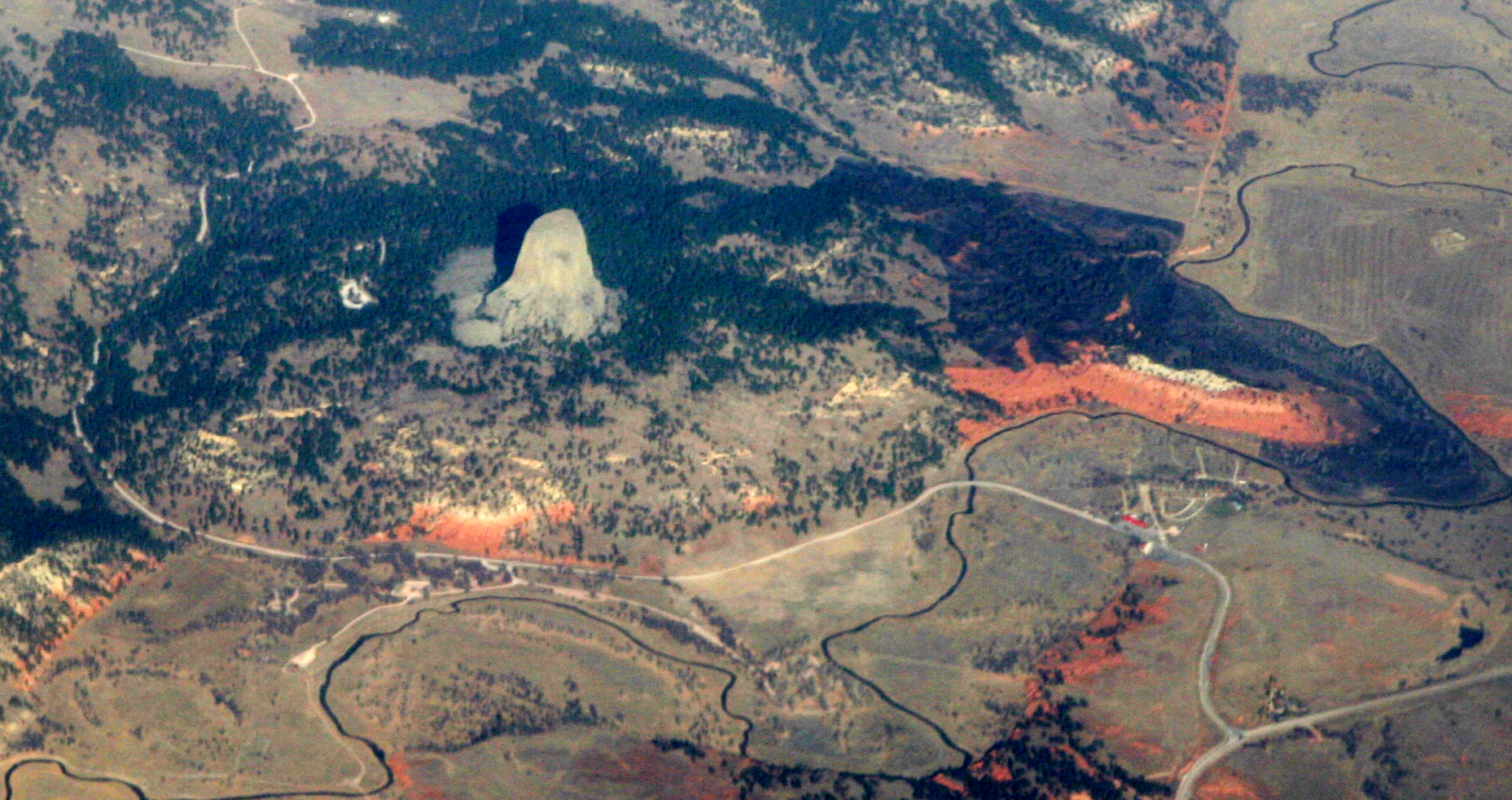
Luftbild des Devils Tower National Monument mit dem mäandrierenden Belle Fourche River
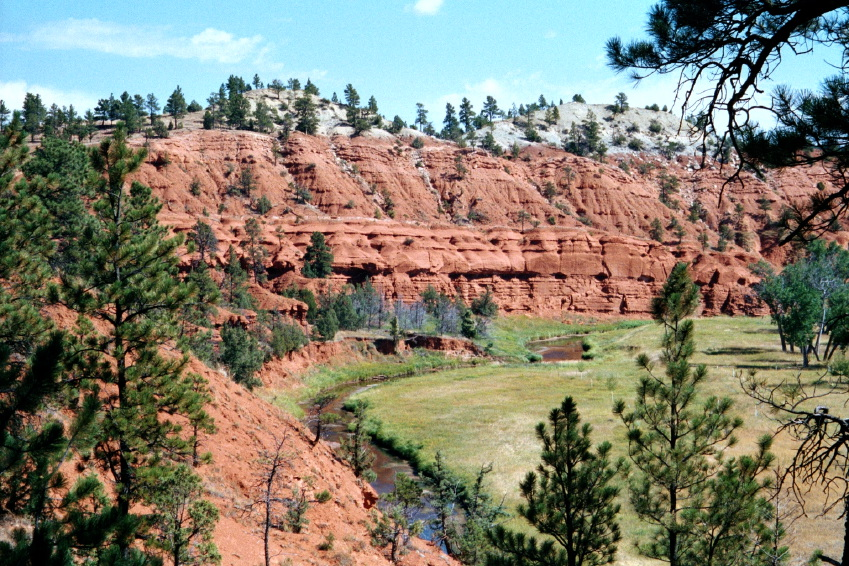
Der Fluss im Devils Tower National Monument
Belle Fourche River bei Hulett, Wyoming
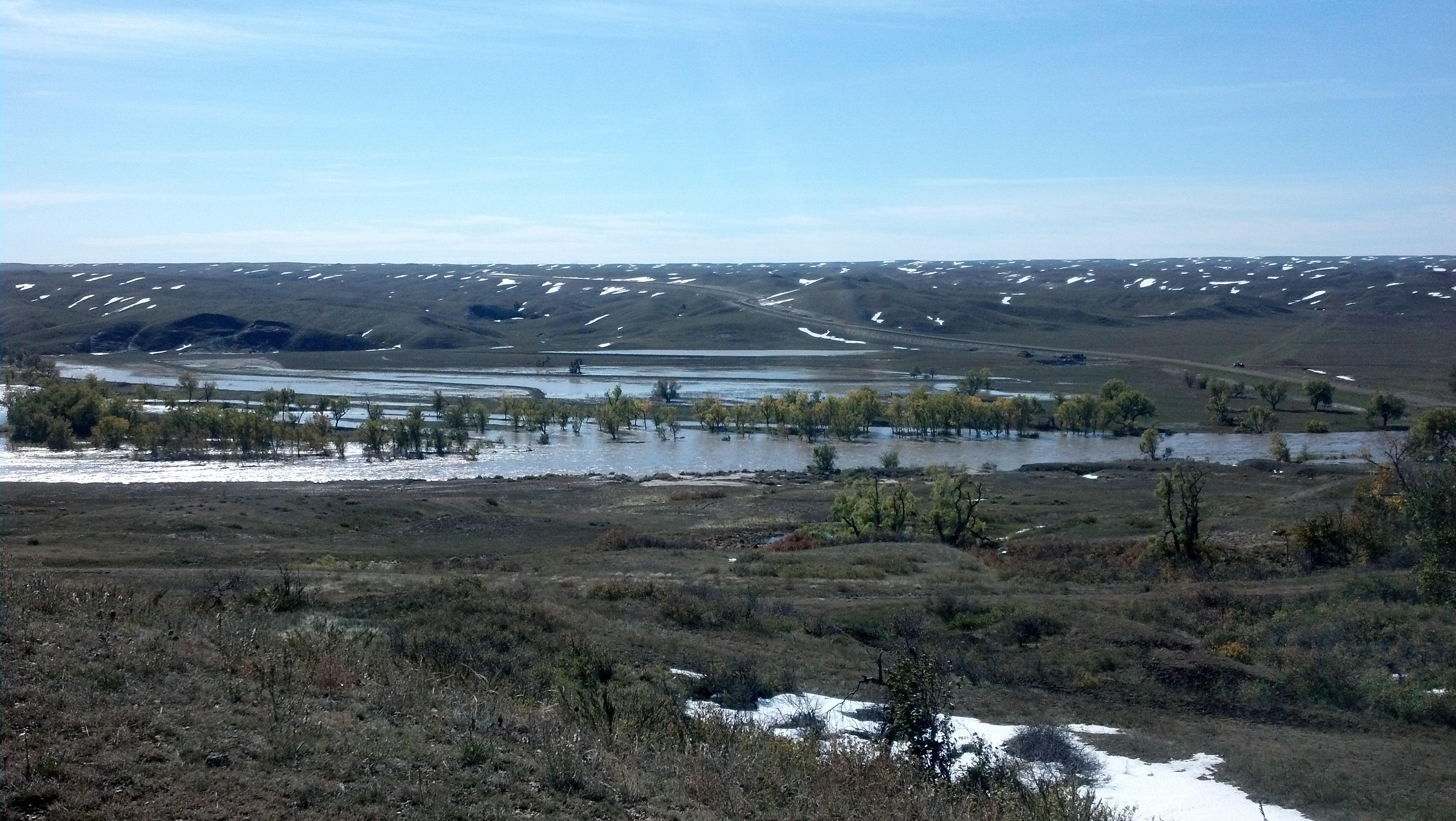
Belle Fourche River im Meade County, South Dakota

## Hydrologie
Der Belle Fourche River ist als Nebenfluss des Cheyenne Rivers Teil des Einzugsgebietes des Missouri, der sich über den Mississippi in den Golf von Mexiko entwässert. Das Einzugsgebiet des Belle Fourche River hat eine Fläche von etwa 18.500 km² und grenzt an die Einzugsgebiete von Powder River im Westen, Little Powder River und Little Missouri River im Nordwesten, Moreau River und Cherry Creek im Norden sowie Elk Creek, Rapid Creek, Beaver Creek und Cheyenne River im Süden. Der Abfluss am Pegel bei Elm Springs beträgt 11,04 m³/s, die größten Abflüsse finden sich in den Monaten Mai und Juni. Der Belle Fourche River entwässert große Teile der nördlichen Black Hills. Das Abflussverhalten im Unter- und Mittellauf des Flusses hat sich durch den Bau der Talsperre Keyhole verändert.

## Nutzung
Der Fluss wird für diverse Freizeitaktivitäten genutzt. Beliebt ist er besonders zum Angeln sowie zum Kanu- und Kajakfahren. Ferner wird ein Teil seines Wassers zur Bewässerung in der Landwirtschaft im Westen von South Dakota verwendet. Die Bewässerungsfläche beträgt etwa 230 km².